# Ivica Krajač
Ivica Krajač (* 2. April 1938 in Belgrad; † 7. November 2024 in Zagreb) war ein jugoslawischer Sänger, Komponist, Texter und Opernregisseur.

## Leben und Wirken
Er war Mitglied der 1956 gegründeten Band Kvartet 4M, innerhalb derer er den Spitznamen Mali (der Kleine) trug. Über die Landesgrenzen hinaus wahrgenommen wurde er als jugoslawischer Interpret beim Eurovision Song Contest 1969. Aufgrund der damaligen Regeln, die nur Einzelinterpreten oder Duos zuließen, trat das Kvartet 4M, dem Beispiel des jugoslawischen Beitrags des Vorjahres, den Dubrovački Trubaduri folgend, offiziell als Ivan & M's an, so dass Ivica Krajač als Einzelinterpret, der Rest der Band als Backgroundchor galt. Mit dem Lied Pozdrav svijetu, Text von Milan Lentić, wurde er Dreizehnter. Er nahm noch zwei Mal am Contest teil, 1971 als Komponist und 1972 als Texter.
1975 verfasste er gemeinsam mit Karlo Metikoš die Rockoper Gubec-beg. Später war er als Regisseur für Opern und Musicals tätig.